# TVN (rete televisiva polacca)
TVN è una rete televisiva generalista polacca, appartenente a Grupa ITI, a sua volta integrato in Warner Bros. Discovery.

Le trasmissioni televisive principalmente proprie produzioni e adattamenti (programma di notizie, serie TV, talk show, reality show, spettacoli di giochi).

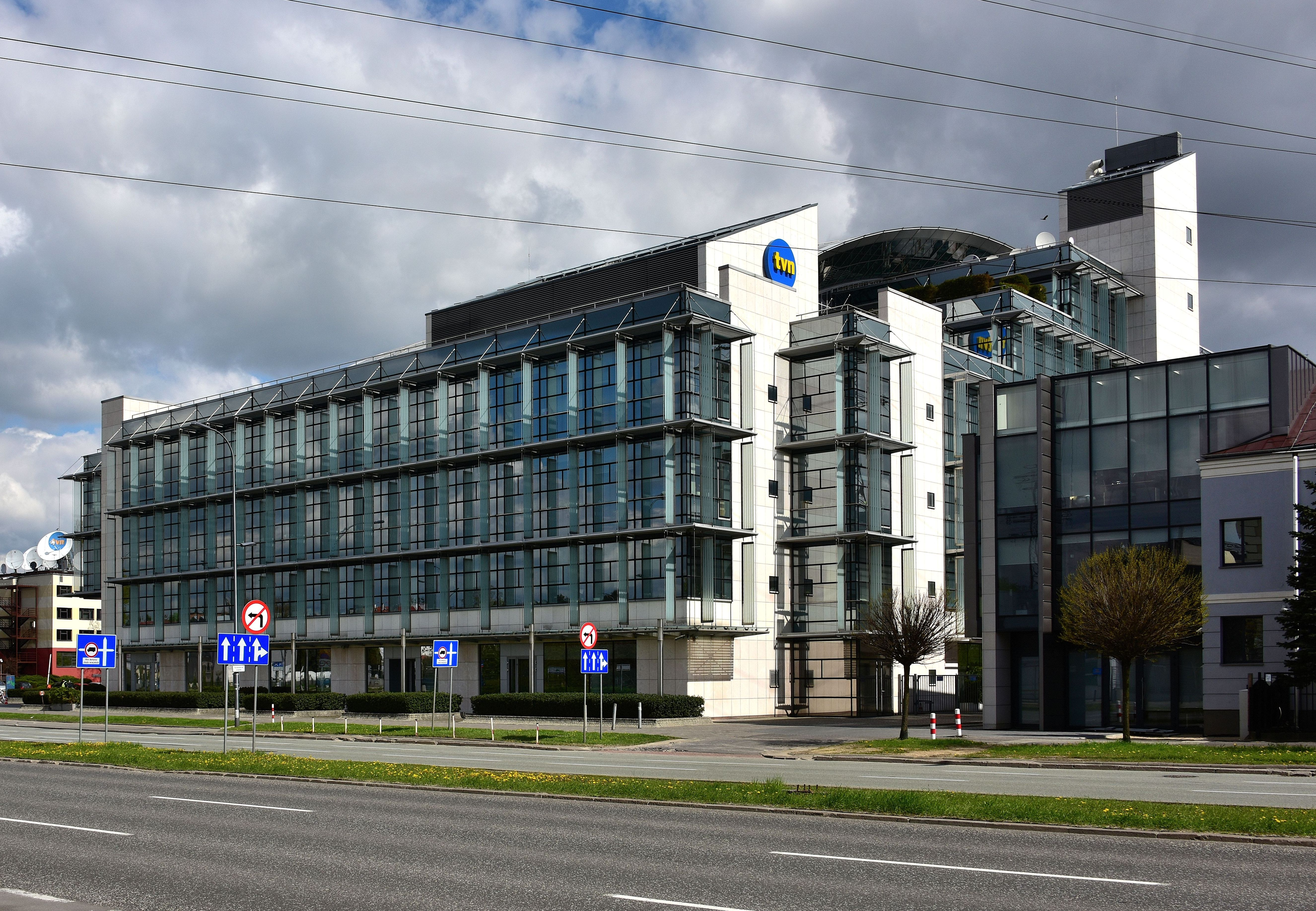
Sede della TVN a Varsavia